# Calletaera ruptaria
Calletaera ruptaria är en fjärilsart som beskrevs av Walker 1861. Calletaera ruptaria ingår i släktet Calletaera och familjen mätare. Inga underarter finns listade i Catalogue of Life.